# اريك رامزي (لاعب كرة قدم أمريكية)
اريك رامزي (بالإنجليزية: Eric Ramsey)‏ هو لاعب كرة قدم أمريكية أمريكي، ولد في 1967.